# Ciberataques al Comité Nacional Demócrata
Filtración de Correos Electrónicos del Comité Nacional Demócrata del año 2016 : El día 22 de julio del año 2016 la organización mediática WikiLeaks por medio de su sitio web publicó 19.252 correos electrónicos y 8.034 archivos adjuntos cuyo propietario era el Comité Nacional Demócrata (DNC o CND), el órgano de gobierno interno del Partido Demócrata de los Estados Unidos. La filtración incluye correos electrónicos de los siete miembros dirigentes de CND.  Desde el CND no ha respondido a la fuga, la autenticidad de los documentos electrónicos filtrados no está claro todavía.  WikiLeaks no han revelado su origen.  Un pirata informático conocido como Guccifer 2.0 afirmó que era la fuente de las filtraciones, pero algunos expertos encontrar su afirmación dudosa; el DNC reconoció en junio de 2016 los piratas informáticos rusos supuestamente habían irrumpido en su sistema de correo electrónico y el material robado.

## Contenido
WikiLeaks celebró la divulgación de los Correos electrónicos y los Archivos adjuntos del Comité Nacional Demócrata, en lo que describió como la primera parte de una serie de filtraciones informáticas sobre la candidata demócrata Hillary Clinton. Los correos electrónicos van desde enero de 2015 hasta mayo de 2016. Vienen de las direcciones electrónicas de correo de siete altas figuras del Comité Demócrata. Y en su mayoría tratan sobre Bernie Sanders y sobre el desencanto de muchos copartidarios con Hillary Clinton y de cómo creen que el sistema electoral de primarias está "arreglado". Otros correos son simplemente artículos de medios de comunicación, en especial noticias sobre el partido. WikiLeaks detalla que tiene en su poder 5.245 Correos electrónicos sobre Trump, 2.893 sobre Hillary Clinton y otros 2.235 sobre Bernie Sanders. Entre las filtraciones se encuentra un correo electrónico donde Brad Marshall, director ejecutivo del Partido Demócrata  cuestiona el origen judío y las creencias religiosa del precandidato Bernie Sanders. Entre los funcionarios de quienes se publicaron sus correos electrónicos está el portavoz del organismo, Luis Miranda, el director nacional de finanzas Jordon Kaplan y el jefe de finanzas Scott Coer y otros miembros de Comité Nacional Demócrata y de algunos funcionarios de la Casa Blanca.

## Acusaciones al Gobierno Ruso
Tras revelarse el escándalo por la filtración de los correos electrónicos de altos funcionarios del Partido Demócrata   por parte de WikiLeaks, Robby Mook, jefe de campaña de la candidata presidencial Hillary Clinton,  inculpo al Gobierno de Rusia al decir que "los rusos están liberando esos correos electrónicos para ayudar a Trump". Algo que fue negada por la campaña del candidato republicano Donald Trump por parte del hijo de este.

## Comentarios de Donald Trump sobre la Filtración
El candidato del Partido Republicano (Estados Unidos) Donald Trump señaló por medio de su cuenta oficial de Twitter que sería muy difícil para Bernie Sanders apoyar a Hillary Clinton después de la revelaciones hechas y si lo hacía era un fraude.

## Consecuencias

### Renuncia de la Presidenta del Partido Demócrata
La presidenta del Partido Demócrata de los Estados Unidos y Congresista por el Estado de Florida , Debbie Wasserman Schultz, anunció que renunciará a su cargo luego de celebrarse la convención nacional de esa formación política estadounidense, que se va celebrar en la ciudad de Filadelfia. Su renuncia fue exigida por el senador Bernie Sanders.En comunicado oficial la congresista delEstado de Florida dijo que se proponía fortalecer al partido y ayudar en la campaña de Clinton.
El Presidente Barack Obama, sin embargo, dijo en un comunicado que él y Michelle estaban "agradecidos por sus esfuerzos". "Su liderazgo del partido sirvió para unir a los demócratas".

### Comentarios de Donald Trump sobre la Renuncia de Wasseran Schultz
El candidato republicano, Donald Trump, pidió a su rival, Hillary Clinton, que renuncie igual que hizo Wasserman Schultz. 
"Debbie Wasserman Schultz renunció por su fracaso para proteger los servidores de correo electrónico del CND y el sistema amañado que creó con la campaña de Clinton", dijo en un comunicado el jefe de la campaña republicana Paul Manfort y agregó que "Ahora Hillary Clinton debería seguir el ejemplo de Wasserman Schultz y dejar la campaña por su falta de protección a información alto secreto, la información clasificada tanto en su servidor doméstico no autorizado y cuando viajaba al extranjero"

## FBI abre Investigación
EL Federal Bureau of Investigation ha abierto una investigación sobre la filtración de casi 20.000 correos electrónicos del Comité Nacional Demócrata (DNC) de Estados Unidos. En un comunicado el organismo federal de investigación criminal del Departamento de Justicia de los Estados Unidos dijo : "El FBI está investigando una ciber intrusión que implica al DNC y estamos trabajando para determinar la naturaleza y alcance del asunto". Indicando además que es un tema que lo toma muy en serio.
El diario The New York Times se plantea esta pregunta: ¿Está Vladímir Putin intentando entrometerse en las elecciones presidenciales americanas? Esta inquietante pregunta que se hacen ciber especialistas, expertos rusos y líderes del Partido Demócrata sugiere que la conspiración del Kremlin sería para ayudar a Donald Trump en su carrera hacia la Casa Blanca. Miembros de la campaña de Hillary Clinton y varios expertos en ciber seguridad han dicho que la filtración fue una estrategia del Gobierno de Rusia para apoyar a Donald Trump, publicó 'The Washington Post'.

### Enlace
Hackeo al Comité Nacional Demócrata de 2016